# Acemetacina
A acemetacina é um fármaco pertencente ao grupo dos anti-inflamatórios não-estereodais (AINES).
É derivado indolacético e age inibindo a ação da enzima ciclooxigenase, fulcral na cascata do ácido araquidónico, permitindo diminuir assim a formação de prostaciclinas e tromboxanos.

## Indicações
- Artrite reumatóide
- Osteoartrose
- Inflamações reumáticas.

## Interações
Recomenda-se cautela em seu uso concomitante com anticoagulantes e hipoglicemiantes orais.